# Гусев, Николай Петрович (спортсмен)
Николай Петрович Гусев (род. 31 мая 1956, Кизляр, СССР) — советский спортсмен, чемпион мира по спортивной акробатике.

## Биография
Занимался акробатикой в Грозном, позднее перебрался в Тольятти, где тренировался у Виталия Гройсмана.
После завершения спортивной карьеры стал кандидатом педагогических наук, защитив в 1990 году диссертацию «Эффективные средства совершенствования технического мастерства в групповой акробатике», преподавал в вузах Тольятти. Впоследствии занялся сетевым маркетингом, распространяя продукты для здорового питания

## Достижения
Мастер спорта СССР международного класса по спортивной акробатике.
В команде с В. Гончаренко, И. Якушовым и С. Абубакаровым принимал участие в чемпионате мира по спортивной акробатике 1978 года, где завоевал золото в первом упражнении, серебро во втором и серебро в многоборье.
В августе 1981 года тольяттинская мужская четвёрка в составе Гусев — Макаров — Шохин — Хафизов выиграла чемпионат СССР в Тбилиси и завоевала право выступить на кубке мира, проходившем в Швейцарии, где стала второй в многоборье и первой в обоих упражнениях.
В 1982 году стал чемпионом РСФСР.
В 1985 году вместе с А. Зеленко, С. Сафаниевым и Р. Хафизовым выступал на чемпионате Европы, где тольяттинская четвёрка стала чемпионами в отдельных упражнениях и серебряными призёрами в многоборье.